# Ilaix Moriba
Moriba Kourouma Kourouma, plus connu sous le nom d'Ilaix Moriba ou plus simplement Ilaix, né le 19 janvier 2003 à Conakry (Guinée), est un footballeur international guinéen qui évolue au poste de milieu de terrain au RC Celta.

## Biographie
Moriba est né à Conakry, en Guinée, d'une mère guinéenne et d'un père guinéo-libérien, avec qui il arrive très jeune en Espagne,,,,.

### Carrière en club

#### Formation à Barcelone
Si Ilaix joue d'abord à l'Espanyol de Barcelone en Catalogne, il rejoint rapidement La Masia en 2010, effectuant ainsi la grande majorité de sa formation dans l'académie du FC Barcelone,,,.
Avec les équipes de jeunes barcelonaises, Moriba s'illustre régulièrement par ses actions spectaculaires, et alors qu'il n'a pas encore signé son premier contrat professionnel, il attire les convoitises de nombreux clubs européens de premier plan,,,.
Finalement il signe bien son premier contrat professionnel avec le Barça début 2019 avec une clause libératoire de 100 millions d'euros, le club faisant des concessions salariales inédites pour un joueur issu de La Masia,,,.
La saison suivante, il devient un joueur régulier du Barça B après avoir fait ses débuts le 7 septembre 2019 en Segunda B contre le SD Ejea, marquant son premier but le 8 mars 2020, offrant ainsi la victoire 3-2 aux siens contre Llagostera.
Ilaix fait alors partie des éléments les plus prometteurs du centre de formation, aux côtés notamment d'Ansu Fati, dont il est très proche,. Mais contrairement à Fati, qui s'impose avec l'équipe senior dès la saison 2019-20, le jeune milieu de terrain doit patienter encore une saison pour son essor au plus haut niveau.

#### Débuts en professionnel
Ilaix est convoqué une première fois par Ronald Koeman pour un match de Liga contre Granada le 9 janvier 2021,. Il fait finalement ses débuts le 21 janvier contre Cornellà en huitièmes de finale de la Copa del Rey. Titularisé pour cette victoire 2-0, il est remplacé par Sergio Busquets à la 74e minute,,,.
Le 13 février 2021 il fait ses débuts en Liga lors d'une victoire 5-1 contre Alavés, qui lui donne l'occasion d'effectuer sa première passe décisive, sur le but de Francisco Trincão,. Il forme alors aux côtés de Busquets et Riqui Puig le premier milieu de terrain complètement issu de La Masia depuis 2017, avant le départ d'Iniesta.
Encore passeur décisif contre Séville le 27 février 2021 sur la réalisation de Lionel Messi, il marque son premier but le 6 mars 2021 à l'occasion d'une victoire 2-0 en Liga chez Osasuna, les rôles de passeur-buteur s'inversant avec Messi par rapport à la journée précédente,,. Il devient alors le cinquième plus jeune buteur de l'histoire du club, derrière Ansu Fati, Bojan Krkić, Lionel Messi et Pedri,.
Le 10 mars 2021, Ilaix Moriba fait ses débuts en Ligue des champions, lors du match retour des huitièmes de finale chez le Paris Saint-Germain, où une performance prometteuse et un match nul arraché à l'extérieur n'empêchent pas les Blaugranas de sortir de la compétition,.

#### Départ au RB Leipzig
À l'été 2021, alors que le Barça vit une période très compliquée — marquée par les mauvais résultats et les difficultés qui entraineront le départ de l'icone du club Lionel Messi — le jeune Ilaix se retrouve également dans la tourmente, menacé par la direction de passer la saison en tribune s'il continuait de refuser un renouvellement de son contrat, alors qu'il entamait sa dernière année.

### Carrière en sélection
International avec les moins de 17 ans espagnols, Ilaix participe notamment à la Coupe du monde 2019 avec La Rojita. Auteur d'un but et deux passes décisives, il permet à son équipe d'atteindre les quarts de finale de la compétition,, où son équipe est néanmoins largement défaite par la France,.
Possédant la double nationalité hispano-guinéenne, il est du fait de ses origines sélectionnable à la fois pour la Guinée et le Libéria, en plus de la sélection espagnole,. En mars 2020, le jeune joueur — qui n'a alors pas encore fait ses débuts professionnels — semble proche de rejoindre l'équipe de Guinée, le sélectionneur Didier Six affirmant qu'il sera convoqué avec Le Syli en juin 2020, mais l'interruption de la saison liée à la pandémie de covid ne permet pas de voir cette possibilité se concrétiser dès 2020,.
En janvier 2022, il est retenu par le sélectionneur Kaba Diawara afin de participer à la Coupe d'Afrique des nations 2021 organisée au Cameroun,.

## Style de jeu
Joueur au physique imposant, rapide et agressif avec ou sans ballon, Ilaix Moriba s'illustre aussi par sa finesse technique, sa vision du jeu et ses frappes puissantes face au but,,, ce qui lui vaut d'être très tôt régulièrement comparé à Paul Pogba,,,,,,,,. Outre sa comparaison régulière avec le champion du monde, son profil est aussi comparé à celui de Yaya Touré,, Moriba déclarant également s'en inspirer directement, au côté d'autres légendes du Barça comme Sergio Busquets ou Juan Román Riquelme,,,.
Intégralement formé à La Masia, Ilaix n'a pas le profil du classique milieu de terrain issu de l'académie barcelonaise qui prend comme modèle celui du regista, du meneur de jeu reculé à la Xavi. S'il ambitionne aussi d'évoluer comme numéro 6, c'est surtout comme milieu latéral d'un 4-3-3 qu'il s'illustre à ses débuts, dans un rôle de numéro 8 box-to-box présent autant dans sa surface que celle adverse. Il est ainsi vu comme un milieu de terrain polyvalent et complet,,,,,,.
Si Ilaix s'illustre très tôt par ses buts spectaculaires, notamment avec ses tirs depuis l'extérieur de la surface, il possède une palette large face au but, mettant notamment à profit sa taille pour marquer de la tête, mais se mettant surtout régulièrement en vue comme passeur décisif. Il est ainsi vu comme un joueur altruiste et un leader dès ses premiers pas en équipe de jeune,.

## Palmarès

### Club
| FC Barcelone - Coupe d'Espagne - Vainqueur en 2021 - Supercoupe d'Espagne - Finaliste en 2021 |